# 筧元貞
筧 元貞（かけい もとさだ、1901年（明治34年）1月20日 - 没年不明）は、日本の実業家。日本内燃機元専務取締役。族籍は東京府士族。

## 経歴
筧鏡平の長男として生まれる。母は衆議院議員や日本中央競馬会理事長を務め、「日本競馬の父」と呼ばれた安田伊左衛門の妹・田鶴。
旧制第六高等学校を経て、1924年（大正13年）東京帝国大学法学部英法科を卒業。大学卒業後、三菱銀行に入行しロンドン大学に留学。1940年（昭和15年）日本内燃機に転職。同社企画部長を経て、1943年（昭和18年）取締役に就任し、その後常務、専務、監査役を歴任。退職後はエース商会専務を務めた。
茅ヶ崎徳洲会総合病院（現：湘南藤沢徳洲会病院）にて84歳で死去。

## 家族・親戚

### 筧家
- 祖父・元忠
旧高須藩士[2]。元大審院判事[3]。
- 父・鏡平（1868年（明治元年）4月生） 
帝国大学法科大学中退。元東京電気鉄道社員。王城炭礦元専務。瀋陽馬車鉄道元専務[2]。
- 母・田鶴（1878年（明治11年）7月9日生） 
兄は衆議院議員や日本中央競馬会理事長を務め、「日本競馬の父」と呼ばれた安田伊左衛門[4]。
- 弟・助之（1909年（明治42年）8月6日生）
早稲田大学法学部卒[4]。陸軍大尉[4]。サッポロビール元秘書課長（部長待遇）[4]。
- 妻・善子（1911年（明治44年）2月12日生） 
女子学習院（現：学習院女子大学）卒[4]。父は伯爵の勝精（旧姓・徳川）。祖父は江戸幕府第15代将軍の徳川慶喜。曽祖父は初代海軍卿の勝海舟。
- 長男・元成（1935年（昭和10年）12月12日生） 
防衛大学校卒[4]。元一等陸尉[5]。日本精工元社員[4][5]。
- 長男の妻・統子（1941年（昭和16年）10月22日生） 
青山学院大学文学部英米文学科卒[4][6]。父は都立石神井学園長で伯爵の上杉隆憲[6]。祖父は徳川宗家第17代当主の徳川家正と米沢上杉家14代当主の上杉憲章[6]。
- 次男・治（1937年（昭和12年）12月1日生）
慶應義塾大学工学部卒[4][7]。筧治マリンオフィス主宰[7]。ヤマハ発動機元社員（ボート設計担当）[7]。
- 四男・澄（1941年（昭和16年）6月30日生） 
青山学院大学卒[4]。伊豆観光開発元勤務[4]。
- 四男の妻・晶子（1945年（昭和20年）生）  
太田好征の四女[4]。
- 五男・宏（1944年（昭和19年）12月15日生） 
青山学院大学経済学部卒[4]。三島製紙（現：日本製紙パピリア）元勤務[4]。
- 五男の妻・浄子（1945年（昭和20年）3月生） 
清野幹夫の次女[4]。

### 親戚
- 義弟・酒井鎬次（1885年（明治18年）11月4日生）
陸軍士官学校卒。陸軍中将。姉・好子の夫[8]。
- 義弟・浅野庄作（1894年（明治27年）1月3日生） 
小田原紙業元社長[9]。英興自動車元取締役[9]。妹・多加子の夫[9][10]。
- 義叔父・青木良雄（1869年2月24日〈明治2年1月14日〉生）
帝国大学法科大学法律学科（英法）卒[11]。逓信・内務官僚。官選奈良県知事、山口県下関市長。叔母・たまの夫[11]。
- 大叔父・久米四郎（1876年（明治9年）3月生） 
陸軍大佐[10]。養父は久米祐吉[11]。祖父・元忠の弟[10][11]。
- 大叔母・久米タキ（生没年不詳） 
ファッションデザイナー[10]。祖父・元忠の妹[10]。
- 従弟・筧元吉（1910年（明治43年）12月生）
青山学院高等部商科卒[11]。東亜企業元社員[11]。